# Клеопино (Вологодская область)
Клеопино — деревня в Грязовецком районе Вологодской области.
Входит в состав Сидоровского муниципального образования, с точки зрения административно-территориального деления — в Сидоровский сельсовет.
Расстояние по автодороге до районного центра Грязовца — 47,5 км, до центра муниципального образования Сидорово — 0,5 км.
По данным переписи в 2002 году постоянного населения не было.